# Dirección General de Salud Digital y Sistemas de Información para el Sistema Nacional de Salud
La Dirección General de Salud Digital y Sistemas de Información para el Sistema Nacional de Salud es el órgano directivo del Ministerio de Sanidad, adscrito a la Secretaría General de Salud Digital, Información e Innovación del Sistema Nacional de Salud, al que le corresponde el desarrollo de servicios públicos digitales, del impulso a la salud digital, la incorporación de tecnologías emergentes al Sistema Nacional de Salud y a la interoperabilidad electrónica de la información clínica y sanitaria, tanto en el ámbito nacional, como internacional, así como de la innovación en la analítica de datos clínicos y sanitarios y la explotación de la información relativa a la salud.
Asimismo, colabora con la Subsecretaría de Sanidad en la provisión de servicios digitales destinados a las funciones del Departamento de la competencia de la Subsecretaría.

## Estructura
De la Dirección General dependen:
- La Subdirección General de Servicios Digitales de Salud, a la que le corresponde el diseño, desarrollo e implantación de todo tipo de servicios y aplicaciones digitales en el ámbito de la salud, así como el impulso de la transformación digital e innovación tecnológica en este ámbito. También gestiona la política del dato sanitario, su explotación, seguridad y control, así como la planificación económico-presupuestaria en estos aspectos.
- La Subdirección General de Infraestructura Tecnológica Sanitaria, a la que le corresponde el diseño, provisión y gestión de las infraestructuras de tecnologías de la información y las comunicaciones de los servicios comunes del Sistema Nacional de Salud así como del Ministerio de Sanidad, en coordinación con la Subsecretaría; así como la explotación y operación de los servicios de tecnologías de la información y las comunicaciones del Sistema Nacional de Salud y la gestión de la seguridad de los mismos, de sus datos y de sus personas usuarias, incluyendo la presidencia del órgano colegiado que actúe como responsable de seguridad de la información en dicho ámbito, así como la coordinación con otros agentes del Sistema Nacional de Salud en estas materias; y la planificación y ejecución presupuestaria en materia de tecnologías de la información y transformación digital en el ámbito de sus competencias, así como su ejecución y el seguimiento asociado. Asimismo, el impulso de los expedientes de contratación y seguimiento contractual de los acuerdos de niveles de servicio.

## Titulares
- Juan Fernando Muñoz Montalvo (6 de agosto de 2020-1 de septiembre de 2021)[3]
- Noemí Cívicos Villa (1 de septiembre de 2021-presente)[4]